# HAT-P-1b
HAT-P-1bは、とかげ座の方向に453光年の位置にある太陽に似た恒星ADS 16402 Bの周りを回る太陽系外惑星である。ADS 16402 B はADS 16402と呼ばれる連星系に属する暗い方の恒星である。現在発見されている惑星の中でもかなり密度が小さい方である。

## 発見
HAT-P-1bは、惑星のトランジットの観測により発見された。惑星が地球から見て恒星の前面を通過すると、恒星から地球に届く光は減光する。HAT-P-1bは、恒星ADS 16402 Bからの光の0.6%を定期的に遮っていたのが発見され、半径や公転周期が計算により求められた。HATネットというプロジェクトでアメリカ合衆国アリゾナ州にあるホイップル天文台の望遠鏡とハワイ州にあるサブミリ波干渉計を用いて発見された。その後、ドップラー分光法で8.2mすばる望遠鏡と10mケック望遠鏡で軌道要素が決定され、2006年9月14日に公表された。

## 軌道と質量
HAT-P-1bは、恒星から非常に近い軌道をわずか4.47日で公転しておりホットジュピターに分類される。恒星からの距離はわずか827万kmで、他の天体からの摂動がないとすると潮汐力で軌道は円に近いと考えられる。軌道離心率は詳しく分かっていないが、0.067を超えないと計算されている。
惑星の質量を求めるために、N2Kコンソーシアムにより惑星の視線速度の変化が測定された。恒星のスペクトルのドップラー効果が観測され、その結果をトランジットの観測で測定された惑星の軌道傾斜角と組み合わせることで、質量は0.53 ± 0.04 MJであることが分かった。
HAT-P-1bのロシター・マクローリン効果より恒星の赤道面と惑星の軌道面の傾きは3.7 ± 2.1度と計算されている。

## 特徴
HAT-P-1bは、質量と半径から主に水素とヘリウムから構成される木星型惑星だと考えられている。現在の理論では、このような惑星は恒星系の外側で形成され、現在の軌道まで移動してきたと考えられている。
HAT-P-1bの半径は、理論的な予想よりかなり大きい。これは惑星の内側に熱源があることを示唆している。楕円軌道による潮汐熱が可能性の一つとして挙げられ、現在の観測結果からは否定できない。大きな半径を持つHD 209458 bも円に近い軌道である。
別の可能性としては、HAT-P-1bが太陽系の天王星のように赤道傾斜角が大きい可能性がある。この説明の問題点は、惑星がこの状態になることが難しいことであり、結局まだ合理的な説明は得られていない。

## 衛星の可能性
エクソ・イオであるHAT-P-1b Iが存在する可能性が示されている。